# Leszek Borysiewicz
Leszek Borysiewicz, né à Cardiff en 1951 , est un immunologue et académicien gallois d'origine polonaise. Il est vice-chancelier de l’université de Cambridge depuis 2010 et membre du Collège royal de médecine et de la Royal Society.
Ses recherches ont porté sur les virus qui persistent dans notre organisme tels que le cytomégalovirus ou le papillomavirus. Il a reçu le Prix étranger de l'INSERM en 2014. 